# 天満 (宮崎市)
天満（てんまん）とは、宮崎県宮崎市内の地名。大淀地域自治区に属している。天満1丁目-3丁目および天満町で構成される。郵便番号は天満町が880-0935、天満は880-0936。どちらも住居表示を行う。

## 地理
宮崎市の大淀地域自治区に属する。地名は宮崎天満宮に由来する。北を谷川 (宮崎市)、西を大坪東、京塚、南を大字恒久、南町、東を淀川、東を中村西と接する。

## 世帯数と人口
2023年（令和5年）5月1日現在の世帯数と人口は以下の通りである。
| 町丁      | 世帯数  | 人口  |
| --------- | ------- | ----- |
| 天満1丁目 | 123世帯 | 240人 |
| 天満2丁目 | 124世帯 | 222人 |
| 天満3丁目 | 203世帯 | 325人 |
| 天満町    | 203世帯 | 325人 |

## 小・中学校の学区
市立小・中学校に通う場合、学区は以下の通りとなる。
| 町名         | 小学校             | 中学校             |
| ------------ | ------------------ | ------------------ |
| 天満・天満町 | 宮崎市立大淀小学校 | 宮崎市立大淀中学校 |

## 交通

### バス
宮交グループの運営するバスが営業している。

### 道路
- 宮崎県道9号宮崎西環状線
- 宮崎県道17号南俣宮崎線

## 施設
- 宮崎県警察機動隊本部（天満町）
- 宮崎県警察学校 （天満町）
- 宮崎県立宮崎工業高等学校 （天満町）
- 宮崎市立大淀中学校 （天満1丁目）
- 宮崎天満宮 （天満町）
- 天神山公園 （天満町）脚注